# Serie A 1934 (pallapugno)
La Serie A di pallapugno 1934 si svolse nel 1934 e terminò il 29 ottobre: al torneo parteciparono sei società sportive piemontesi.

## Formula
Secondo i documenti reperiti le squadre disputarono un girone di qualificazione, in cui le prime due classificate furono ammesse direttamente alla finale. Le quattro formazioni seconde a pari punti disputarono le semifinali. Tutti gli incontri furono disputati allo sferisterio Borgo Vanchiglia di Torino.

## Squadre partecipanti
Parteciparono al torneo sei società sportive provenienti dal Piemonte.
| Squadra      | Provenienza | Campionati di Serie A | Risultato 1933               |
| ------------ | ----------- | --------------------- | ---------------------------- |
| Alba 1       | Piemonte    | 6                     | 2° in Serie A                |
| Alba 2       | Piemonte    | Esordio               | -                            |
| Asti 1       | Piemonte    | 8                     | -                            |
| Asti 2       | Piemonte    | Esordio               | -                            |
| FIAT Torino  | Piemonte    | Esordio               | -                            |
| Torino EDA 1 | Piemonte    | 2                     | Campione d'Italia di Serie A |

## Formazioni
| Squadra      | Battitore      | Spalla          | Terzini                      |
| ------------ | -------------- | --------------- | ---------------------------- |
| Alba 1       | Paolo Rossi    | Raimondo        | Dellavalle, Isnardi          |
| Alba 2       | Gavello        | G. Delpiano     | ?                            |
| Asti 1       | Augusto Manzo  | Giuseppe Manzo  | Angelo Manzo, Tommaso Manzo  |
| Asti 2       | Raffaele Ricca | Trinchero       | ?                            |
| FIAT Torino  | Pelazza        | Cane            | ?                            |
| Torino EDA 1 | A. Cappello    | Riccardo Fuseri | Maurizio Aprile, M. Cappello |

## Torneo

### Girone di qualificazione
Di seguito sono riportati i risultati reperiti. La squadra Torino EDA 1 si qualificò direttamente alla finale con cinque vittorie.
| Asti 2 - FIAT Torino  | 11 - 10 |
| Torino EDA 1 - Alba 2 | 11 - 7  |
| Asti 1 - Alba 1       | 11 - 6  |
| Torino EDA 1 - Asti 2 | 11 - 7  |

### Semifinali
Le squadre seconde classificate a pari punti disputarono un girone di semifinale, del quale si conoscono solamente i risultati della squadra Asti 1.
| Asti 1 - Alba 1      | 11 - 8 |
| Asti 1 - Asti 2      | 11 - 1 |
| Asti 1 - FIAT Torino | 11 - 9 |

### Finale
| 29 ott. (Torino) | Torino EDA 1 - Asti 1 | 13 - 8 |

## Verdetti
- EDA Torino 1 Campione d'Italia 1934 (3º titolo[1])